# أكبر أباد (إسفراين)
أكبر أباد (بالفارسية: اکبرآباد) هي مستوطنة تقع في قسم دامن كوه الريفي (مقاطعة إسفراين) في إيران. يقدر عدد سكانها بـ 19 نسمة بحسب إحصاء 2016.